# CCC Team/Saison 2019
Diese Liste beschreibt die Mannschaft und die Erfolge des Radsportteams CCC in der Saison 2019.

## Erfolge in der UCI WorldTour
In der Saison 2091 gelangen dem Team nachstehende Erfolge in der UCI WorldTour.
| Datum         | Rennen                          | Sieger            |
| ------------- | ------------------------------- | ----------------- |
| 16. Januar    | 2. Etappe Tour Down Under       | Patrick Bevin     |
| 15. September | Grand Prix Cycliste de Montréal | Greg Van Avermaet |

## Erfolge in der UCI Europe Tour
In der Saison 2019 gelangen dem Team nachstehende Erfolge in der UCI Europe Tour.
| Datum      | Rennen                        | Kat. | Sieger            |
| ---------- | ----------------------------- | ---- | ----------------- |
| 8. Februar | 3. Etappe Valencia-Rundfahrt  | 2.1  | Greg Van Avermaet |
| 5. Mai     | 4. Etappe Tour de Yorkshire   | 2.HC | Greg Van Avermaet |
| 26. Mai    | Hammer Chase Hammer Stavanger | 2.1  | CCC Team          |

## Erfolge in den Nationalen Straßen-Radsportmeisterschaften
In den Rennen der Nationalen Straßen-Radsportmeisterschaften 2019 konnte das Team nachstehende Titel erringen.
| Datum     | Rennen                                           | Sieger        |
| --------- | ------------------------------------------------ | ------------- |
| 4. Januar | Neuseeländische Meisterschaft – Einzelzeitfahren | Patrick Bevin |
| 28. Juni  | Polnische Meisterschaft – Einzelzeitfahren (U23) | Szymon Sajnok |

## Mannschaft
| Teamkader 2019                            | Teamkader 2019     | Teamkader 2019     | Teamkader 2019                         |
| Name                                      | Geburtsdatum       | Land               | Vorheriges Team                        |
| ----------------------------------------- | ------------------ | ------------------ | -------------------------------------- |
| Amaro Antunes                             | 27. November 1990  | Portugal           | CCC Sprandi Polkowice (2018)           |
| Will Barta                                | 4. Januar 1996     | Vereinigte Staaten | Hagens Berman Axeon (2018)             |
| Paweł Bernas                              | 24. Mai 1990       | Polen              | CCC Sprandi Polkowice (2018)           |
| Patrick Bevin                             | 15. Februar 1991   | Neuseeland         | Cannondale-Drapac (2017)               |
| Josef Černý                               | 11. Mai 1993       | Tschechien         | Elkov-Author (2018)                    |
| Víctor de la Parte                        | 22. Juni 1986      | Spanien            | Movistar Team (2018)                   |
| Alessandro De Marchi                      | 19. Mai 1986       | Italien            | Cannondale (2014)                      |
| Simon Geschke                             | 13. März 1986      | Deutschland        | Team Sunweb (2018)                     |
| Kamil Gradek                              | 17. September 1990 | Polen              | CCC Sprandi Polkowice (2018)           |
| Jonas Koch                                | 25. Juni 1993      | Deutschland        | CCC Sprandi Polkowice (2018)           |
| Jakub Mareczko                            | 30. April 1994     | Italien            | Wilier Triestina-Selle Italia (2018)   |
| Łukasz Owsian                             | 24. Februar 1990   | Polen              | CCC Sprandi Polkowice (2018)           |
| Serge Pauwels                             | 21. November 1983  | Belgien            | Dimension Data (2018)                  |
| Joey Rosskopf                             | 5. September 1989  | Vereinigte Staaten | Hincapie Sportswear Development (2014) |
| Szymon Sajnok                             | 24. August 1997    | Polen              | CCC Sprandi Polkowice (2018)           |
| Michael Schär                             | 29. September 1986 | Schweiz            | Astana (2009)                          |
| Laurens ten Dam                           | 13. November 1980  | Niederlande        | Team Sunweb (2018)                     |
| Greg Van Avermaet                         | 17. Mai 1985       | Belgien            | Omega Pharma-Lotto (2010)              |
| Gijs Van Hoecke                           | 12. November 1991  | Belgien            | LottoNL-Jumbo (2018)                   |
| Nathan Van Hooydonck                      | 12. Oktober 1995   | Belgien            | BMC Development (2017)                 |
| Guillaume Van Keirsbulck                  | 14. Februar 1991   | Belgien            | Wanty-Groupe Gobert (2018)             |
| Francisco José Ventoso                    | 6. Mai 1982        | Spanien            | Movistar Team (2016)                   |
| Łukasz Wiśniowski                         | 7. Dezember 1991   | Polen              | Team Sky (2018)                        |
| Riccardo Zoidl                            | 8. April 1988      | Österreich         | Felbermayr Simplon Wels (2018)         |
|                                           |                    |                    |                                        |
| Quellen: ProCyclingStats Cycling Quotient |                    |                    |                                        |